# Шварцшильд, Карл
Карл Шва́рцшильд (нем. Karl Schwarzschild; 9 октября 1873[…], Франкфурт-на-Майне, Пруссия — 11 мая 1916[…], Потсдам, Пруссия) — немецкий астроном и физик, директор Астрофизической обсерватории в Потсдаме (1909—1914), академик Прусской академии наук (1912). Отец германо-американского астрофизика Мартина Шварцшильда.
Шварцшильд, одна из ключевых фигур начального этапа развития теоретической астрофизики, отличался широтой научных интересов — оставил заметный след в фотографической фотометрии, теории звёздных атмосфер, общей теории относительности и старой квантовой механике. Его именем, помимо всего прочего, названо открытое им первое и до сих пор наиболее важное точное решение уравнений Эйнштейна, предсказывающее существование чёрных дыр — решение Шварцшильда.

## Биография
Карл Шварцшильд, родившийся во Франкфурте-на-Майне в еврейской семье (отец: Мозес Мартин Шварцшильд, мать: Генриетта Сабел), был старшим из шести детей. Его сестра Клара (1887—1946) в 1907 году стала женой астрофизика Роберта Эмдена. В окружении, где рос Шварцшильд, поощрялось многостороннее образование с упором на музыку и искусства; Карл был первым в семье, проявившим интерес к естественным наукам. Посещал до 11-летнего возраста еврейскую начальную школу, затем Государственную гимназию им. Лессинга во Франкфурте, с этого времени проявлял интерес к астрономии, собирал карманные деньги для покупки линз и сооружения телескопа. Этот интерес поощрялся другом его отца, профессором Эпштейном, владевшим собственной любительской обсерваторией. Карл подружился с его сыном, Паулем Эпштейном, в будущем известным математиком. Уже в возрасте 16 лет, будучи гимназистом, Шварцшильд опубликовал две небольшие статьи об определении орбит планет и двойных звёзд. Получив аттестат зрелости с отличием, в 1891—1893 годах изучал астрономию в Страсбургском университете.
Затем в 1893 году Карл перешёл в Мюнхенский университет и окончил его в 1896 году с большим отличием (summa cum laude), получив учёную степень доктора философии (тема диссертации: «К теории Пуанкаре фигур равновесия во вращающихся однородных жидких массах», научный руководитель — Хуго фон Зеелигер).
С октября 1896 года Шварцшильд работал 2 года ассистентом в обсерватории Куффнера в Вене. Там он занимался фотометрией звёзд, разработал формулу определения времени выдержки для астрономической фотометрии и обнаружил явление невзаимозаместимости в фотографии, позже названное его именем (эффект Шварцшильда). В 1899 году вернулся в Мюнхенский университет, где получил должность приват-доцента, защитив хабилитационную диссертацию об измерениях блеска звёзд. В 1900 году, задолго до появления общей теории относительности, Шварцшильд исследовал возможность того, что пространство является неевклидовым, получив нижнее ограничение на радиус кривизны пространства 4 млн а.е. для случая эллиптической геометрии и 100 млн а.е. — для гиперболической геометрии. В это время он также исследовал движение пылевых частиц в хвостах комет под действием лучевого давления и вывел из наблюдений размеры этих частиц.
В 1901 году Шварцшильд стал экстраординарным (через год, в возрасте 28 лет — ординарным, то есть полным) профессором в Гёттингенском университете и одновременно директором обсерватории. Там он работал с такими личностями, как Давид Гильберт и Герман Минковский. 11 июня 1909 года был избран в Королевское астрономическое общество (Лондон). Во время работы в Гёттингене Шварцшильд занимался электродинамикой и геометрической оптикой, выполнил большой обзор фотографических звёздных величин и установил различие между фотографическими и визуальными звёздными величинами, изучал перенос излучения в звёздах и фотосфере Солнца и в 1906 году ввёл понятие лучистого равновесия, фундаментальное для моделирования звёздных атмосфер. Участвовал в экспедиции в Алжир для наблюдения полного солнечного затмения 30 августа 1905 года.
22 октября 1909 года Шварцшильд женился на Эльзе Розенбах, дочери профессора хирургии Гёттингенского университета. У Карла и Эльзы было трое детей — Агата, Мартин (позже профессор астрономии в Принстоне) и Альфред.

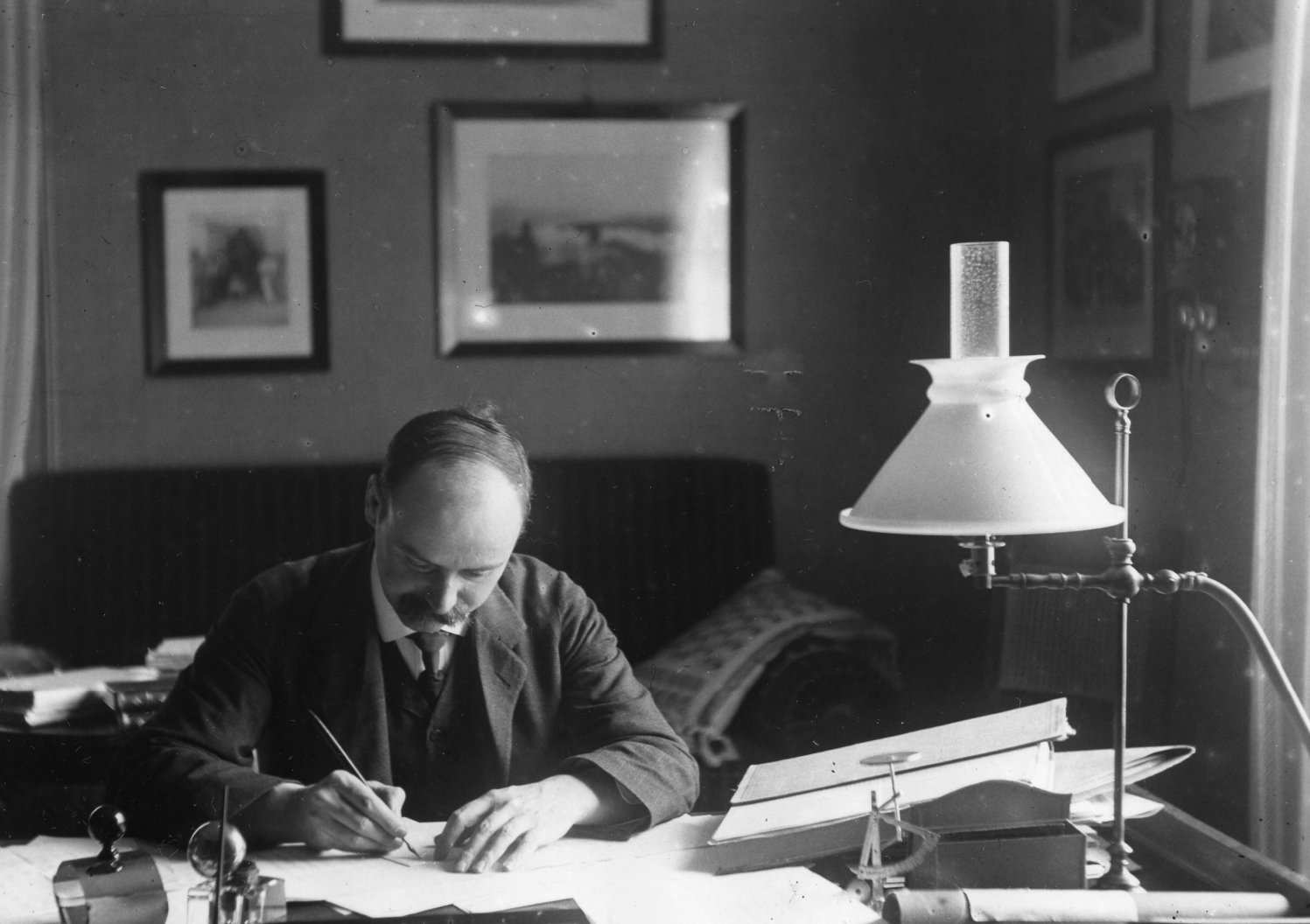
Карл Шварцшильд в Потсдаме

В конце 1909 года Карл Шварцшильд стал директором Астрофизической обсерватории в Потсдаме (этот пост считался наиболее престижным для астронома в Германии), а в 1912 году был избран членом Прусской академии наук. Опубликовал монографию «Aktinometrie» (1 ч. — 1910, 2 ч. — 1912). В этот период он интересовался спектрометрией, исследовал фотографии кометы Галлея, полученные во время её возвращения в 1910 году. Летом 1910 года совершил поездку в США, посетив несколько американских обсерваторий. В 1914 году Шварцшильд пытался (безуспешно) обнаружить предсказанное теорией относительности гравитационное красное смещение в солнечных спектрах.

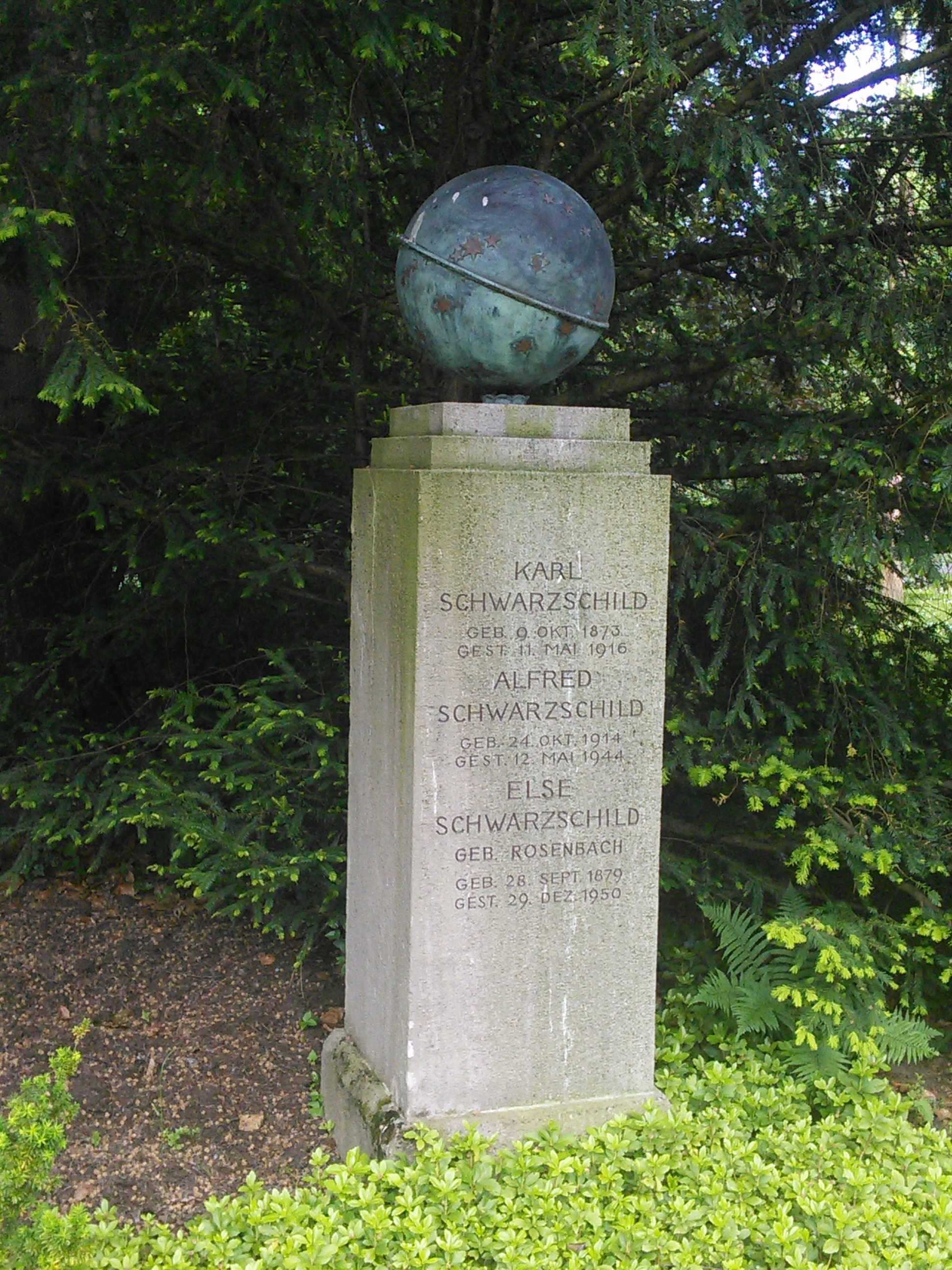
Могила Карла Шварцшильда на кладбище Гёттингена

В начале Первой мировой войны (1914 год) пошёл добровольцем в немецкую армию, несмотря на то, что его возраст превышал 40 лет; служил сначала в Намюре (Бельгия) на военной метеорологической станции, затем, получив чин лейтенанта, был переведён в штаб дивизии дальнобойной артиллерии, дислоцированной сперва во Франции, а позже в России. Шварцшильд занимался расчётами траекторий снарядов; в 1915 году направил в Академию сообщение о поправках на ветер и плотность воздуха к траекториям, опубликованное лишь в 1920 году, после рассекречивания. Был награждён Железным крестом.
18 ноября 1915 года Шварцшильд, будучи в отпуске, присутствовал на лекции Эйнштейна перед Прусской академией наук в Берлине, на которой Эйнштейн представлял свою статью, объясняющую смещение перигелия Меркурия с помощью общей теории относительности.
На восточном фронте заболел аутоиммунной болезнью пузырчаткой, в то время неизлечимой. Во фронтовом госпитале в России Шварцшильд написал две статьи по общей теории относительности и фундаментальную работу по квантовой теории Бора — Зоммерфельда, содержащую теорию эффекта Штарка для атома водорода. В марте 1916 года Шварцшильд был комиссован по болезни, вернулся в Германию и через два месяца умер. Похоронен на Гёттингенском городском кладбище.

## Научные работы и достижения
Широта охвата тем физики, математики и астрономии в его работах привела к тому, что Эддингтон сравнивал Шварцшильда с Пуанкаре, только более практической направленности. Сам Шварцшильд в своей вступительной речи в Берлинскую академию наук (1913) объяснял это так:

Математика, физика, химия, астрономия двигаются единым фронтом. Кто отстаёт — того подтягивают. Кто опережает — помогает остальным. Теснейшая солидарность существует между астрономией и всем кругом точных наук. … С этой точки зрения я могу полагать удачей то, что мои интересы никогда не ограничивались тем, что дальше Луны, но следовали нитям, тянущимся оттуда к нашему, подлунному знанию; я часто бывал неверен небесам. Это тяга к универсальности, которая была непреднамеренно усилена моим учителем Зеелигером, а затем расцвела благодаря Феликсу Клейну и всему научному кругу Гёттингена. Там популярен девиз, согласно которому математика, физика и астрономия составляют единое знание, которое, подобно греческой культуре, должно восприниматься как идеальное целое.Оригинальный текст (англ.)
Mathematics, physics, chemistry, astronomy, march in one front. Whichever lags behind is drawn after. Whichever hastens ahead helps on the others. The closest solidarity exists between astronomy and the whole circle of exact science. . . . From this aspect I may count it well that my interest has never been limited to the things beyond the moon, but has followed the threads which spin themselves from there to our sublunar knowledge; I have often been untrue to the heavens. That is an impulse to the universal which was strengthened unwittingly by my teacher Seeliger, and afterwards was further nourished by Felix Klein and the whole scientific circle at Göttingen. There the motto runs that mathematics, physics, and astronomy constitute one knowledge, which, like the Greek culture, is only to be comprehended as a perfect whole.
— 
К основным достижениям Шварцшильда в практической астрономии относят работы по основам точной фотографической фотометрии, начатые в Гёттингене и продолженные затем в Потсдаме. Ещё на первом месте он разработал технику точной оценки блеска звезд по фотографиям и на практике определил закон связи почернения на фотопластинке со временем экспозиции и блеском звезды (закон Шварцшильда). Так как фотопластинки и глаз отличаются по чувствительности к различным длинам волн электромагнитного спектра, то визуальную и фотографическую шкалы блеска звёзд необходимо связать между собой, установив некое общее начало — нуль-пункт. Это также впервые проделал Шварцшильд. Разность между визуальной и фотографической звёздной величиной может служить оценкой температуры звезды — и благодаря этому ещё в 1899 году Шварцшильд обнаружил колебания эффективной температуры цефеид. В Потсдаме в 1910—1912 годах он составил точный каталог фотографических звездных величин 3500 звезд ярче 7,5m со склонениями в пределах от 0° до +20° (так называемая «Гёттингенская актинометрия»), который вместе с визуальными каталогами послужил основой важных статистических исследований по оценке температур звёзд и расстояний до них.
Изучение статистики собственных движений звёзд, толчком к которому послужила теория двух потоков Я. Каптейна, в 1907 году привело Шварцшильда к формулировке альтернативного закона эллипсоидального распределения скоростей звезд в Галактике, затем подтверждённого в рамках теории вращения Галактики. В 1910—1912 годах Шварцшильд разработал и решил в общем виде интегральные уравнения звездной статистики, связывающие абсолютные и видимые характеристики звезд с их пространственной плотностью.
В 1906 году Шварцшильд ввёл в теорию звёздных атмосфер концепцию лучистого равновесия, по которой перенос энергии в атмосфере осуществляется излучением, а конвективный перенос и теплопроводность пренебрежимо малы. На основе закона Вина он создал математическую теорию лучистого равновесия и разработал соответствующую модель строения звездной атмосферы, которая и сейчас лежит во основе неконвективных моделей звёздных оболочек.
Ряд работ Шварцшильда посвящён теории равновесия малых частиц в поле излучения звёзд и приложению этой теории к кометным хвостам, теории аберраций оптических инструментов, вариационному принципу в электродинамике электрона, теории прямого межчастичного электромагнитного взаимодействия, а его последняя работа посвящена теории эффекта Штарка для атома водорода в рамках боровской старой квантовой механики — в ней Шварцшильд впервые ввёл переменные «действие — угол», важные в теории консервативных гамильтоновых систем.
Его работы по теории относительности содержали первые точные решения полевых уравнений общей теории относительности со сферической симметрией — так называемое внутреннее решение Шварцшильда для невращающегося шарообразного тела из однородной жидкости и внешнее решение Шварцшильда для статического пустого пространства вокруг сферически симметричного тела (второе сейчас именуют обычно просто решением Шварцшильда). Решение Шварцшильда было первым точным решением уравнений Эйнштейна с классической чёрной дырой, поэтому несколько терминов из физики чёрных дыр получили его имя, например радиус Шварцшильда, шварцшильдовы координаты и так далее.
Известно, что первой реакцией Эйнштейна на работу Шварцшильда было неверие: Эйнштейн полагал, что найти точное внешнее решение для такой сложной системы уравнений, как возникающая в общей теории относительности, невозможно. Только проверив все выкладки самостоятельно, Эйнштейн убедился, что задача действительно решена, и заразился энтузиазмом. Кроме этого, на основании своего точного внешнего решения Шварцшильд вывел предсказываемую общей теорией относительности величину эффекта смещения перигелия орбиты Меркурия и отклонения света, подтвердив значения, найденные Эйнштейном ранее на основании приближённого решения уравнений.
На заседании Берлинской академии наук, посвящённом памяти Шварцшильда, Эйнштейн оценил эти его работы следующим образом:

В теоретических работах Шварцшильда особенно поражают уверенное владение математическими методами исследования и та легкость, с которой он постигает существо астрономической или физической проблемы. Редко встречаются столь глубокие математические познания в сочетании со здравым смыслом и такой гибкостью мышления, как у него. Именно эти дарования позволили ему выполнить важные теоретические работы в тех областях, которые отпугивали других исследователей математическими трудностями. Побудительной причиной его неиссякаемого творчества, по-видимому, в гораздо большей степени можно считать радость художника, открывающего тонкую связь математических понятий, чем стремление к познанию скрытых зависимостей в природе.
— 

## Признание и память

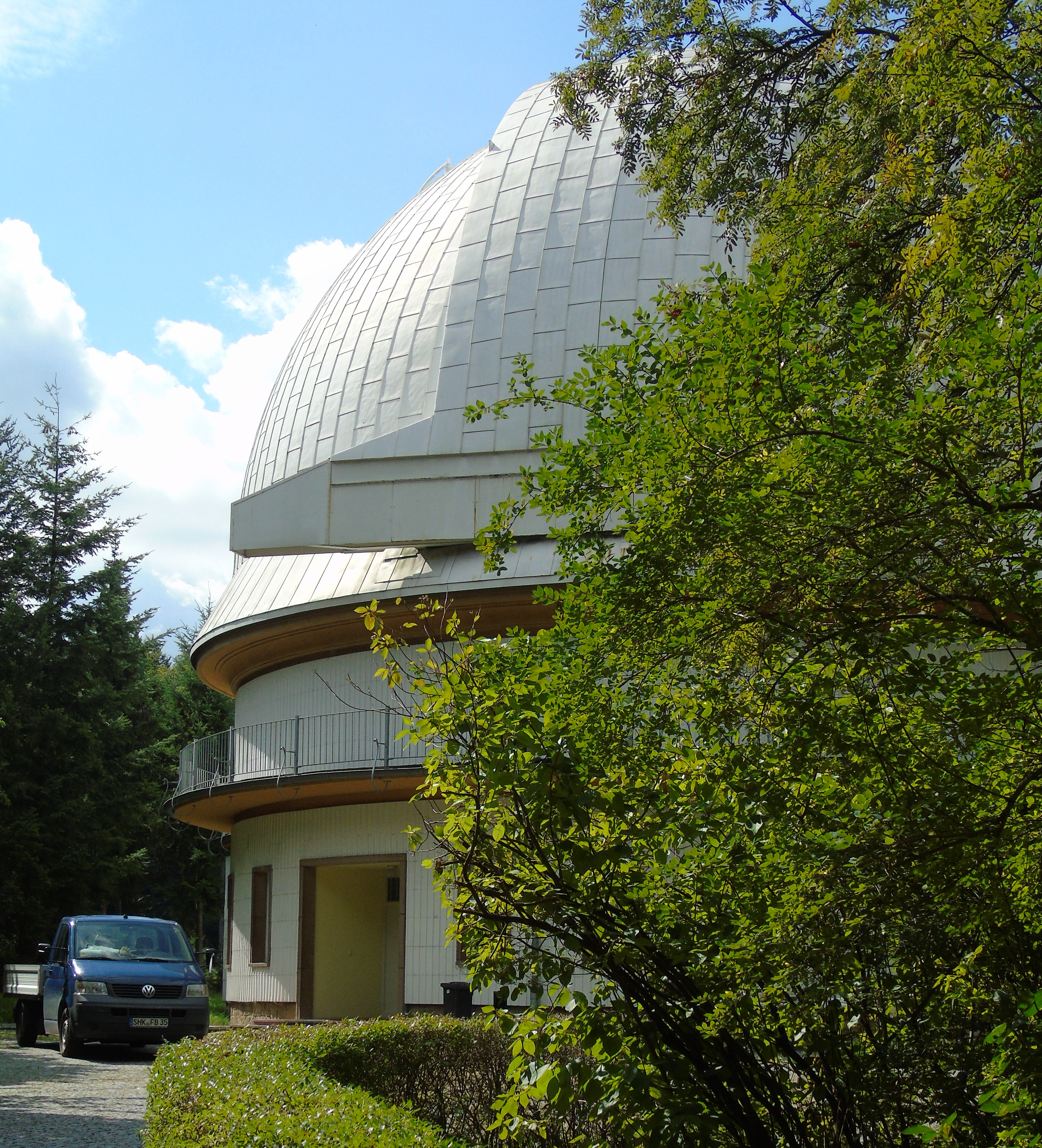
Обсерватория Карла Шварцшильда, 2015

В честь Карла Шварцшильда в 1960 году была названа обсерватория в городе Таутенбурге в 10 км от Йены; в обсерватории находится крупнейший в Германии телескоп, а также открытый в 1916 году астероид (837) Шварцшильда, кратер на Луне, улицы в Гёттингене и других городах. Немецкое астрономическое общество (Astronomische Gesellschaft) с 1959 года ежегодно присуждает медаль Карла Шварцшильда, первым лауреатом которой стал его сын Мартин.
В науке имя Шварцшильда носят:
- открытое им точное решение уравнений Эйнштейна и его характеристики и обобщения — метрика и пространство-время Шварцшильда, радиус Шварцшильда, координаты Шварцшильда;
- экспонента и эффект Шварцшильда в фотографической фотометрии;
- интегральное уравнение Шварцшильда — Милна в теории переноса излучения;
- эллипсоидальное распределение Шварцшильда звёздных скоростей;
- критерий Шварцшильда конвективной неустойчивости звёздных атмосфер;